# 평산신씨 종중 묘역
평산신씨 종중 묘역(平山申氏 宗中 墓域)은 인천광역시 서구 대곡동 있는 조선시대의 묘역이다. 2010년 4월 27일 인천광역시의 기념물 제61호로 지정되었다.

## 개요
평산 신씨 묘역은 대곡동 황곡에서 두밀로 향하는 소로의 좌측 야산에 위치한다. 조선 중종대 문신인 신영이 입향조가 되어 지금은 후손 40여호가 집성촌을 이루고 살고 있다. 서남에서 동북향으로 흘러내린 야산의 구릉지에 4기의 무덤이 층을 이루며 조성되어 있다. 묘역 맨 위에는 빙부, 빙모의 묘가 설치되어 있으며, 아래로는 이간공의 둘째 승서, 넷째 광서의 묘가 있으며, 그 아래로는 모두 이간공의 자손묘가 있다.
신영(申瑛)은 연산군 5년(1499년)~명종 14년(1559년) 조선문신이며, 자는 윤보(潤甫), 본관은 평산(平山) 사직서령 세경(世卿)의 아들로 김식(金湜)의 문인이다. 중종 11년(1516년) 진사시에 합격하였고 중종 18년(1523년) 알성문과(謁聖文科)에 장원급제하여 홍문관(弘文館)에 발탁되었으며, 수찬(修撰)으로 있을 때 화를 입은 스승(김식, 조광조)을 변호하다가 탄핵을 받았다. 뒤에 형조좌랑 함경도 도사를 거쳐 공조, 형조, 병조정랑 지평(地平)을 역임했다. 권신에 아부하지 않아 한때 수원부사로 좌천되어 선정을 베풀어 백성들의 추앙을 받았다. 뒤에 한성부서윤을 지내고 10여 년간 이조, 호조, 예조, 병조의 참판을 역임하였고, 대사헌, 대사간, 한성부 판윤 호조판서를 거쳐 우참찬에 올랐다가 지중추 부사로 채직했다. 시호는 이간이고 배위는 단양 우 씨와 함께 안장되었다.
조선시대 전기부터 후기에 이르기까지의 사대부 묘역의 원형을 잘 유지하고 있고, 여손(女孫) 봉사(奉祀)를 위해 사위에게 상속한 실증적 자료가 된다.

## 참고 문헌
- 평산신씨 종중 묘역 - 국가유산청 국가유산포털